# Alois Huemer
Alois Huemer (* 6. Februar 1905 in Frankenmarkt; † 2. Februar 1985 ebenda) war ein österreichischer Politiker (ÖVP) und Tischlermeister. Er war von 1953 bis 1956 Abgeordneter zum österreichischen Nationalrat.

## Leben und Wirken
Huemer wurde als Sohn eines Pfeifenmachers und Kleinhäuslers geboren und hatte acht Geschwister. Er besuchte nach der Volksschule die Bürgerschule in Frankenmarkt und erlernte in der Folge den Beruf des Tischlers, daneben bildete er sich durch verschiedene gewerbliche Kurse weiter. Er arbeitete bis 1933 als Geselle in verschiedenen Betrieben und eröffnete im Anschluss einen eigenen Tischlerbetrieb in Frankenmarkt. Neben seinem Beruf war Huemer anfangs im Christlichen Turnverein sowie im Kolpingwerk aktiv, später engagierte er sich im Reichsbund sowie in der Vaterländischen Front. Nachdem er 1941 zum Militärdienst eingezogen worden war leistete er seinen Militärdienst im Zweiten Weltkrieg ab, wobei er 1947 aus sowjetischer Kriegsgefangenschaft zurückkehrte. Sofort nach seiner Rückkehr wurde er wieder politisch aktiv und wurde 1950 zum Mitglied des Landesinnungsausschusses der Tischler gewählt. Zudem war er Obmann des E-Werkes Frankenmarkt und Mitglied der Kammer der gewerblichen Wirtschaft. Politisch wirkte Huemer als Mitglied des Gemeindeausschusses von Frankenmarkt sowie von 1953 und 1956 als Ortsgruppenobmann der ÖVP-Frankenmarkt. Des Weiteren war er Hauptbezirksobmann des Österreichischen Wirtschaftsbundes und gehörte vom 18. März 1953 bis zum 6. Juni 1956 als Abgeordneter dem österreichischen Nationalrat an.
Huemer heiratete 1937 und wurde Vater von drei Kindern.